# Ренькас Олександр Станіславович
Олександр Станіславович Ренька́с (нар. 23 грудня 1923, Київ — пом. 2008) — український архітектор; заслужений архітектор УРСР з 1983 року.

## Біографія
Народився  23 грудня 1923 року в Києві. У 1951 році закінчив Київський будівельний інститут.

## Роботи
Автор:
- забудови центральної площі у Черкасах (1961—1967);
- реконструкції центру Звенигородки (1968—1971), Сміли (1973—1976), Корсуня-Шевченківського (1977—1981), Канева (1983—1989).